# Nikolaj Artamonov
Nikolai Nikolajevitsj Artamonov (Russisch: Николай Николаевич Артамонов) (1906 - 1965) was een Sovjet-raketingenieur en als leidinggevende betrokken bij de ontwikkeling van de raketmotoren van de Vostok, Voschod en Cosmos 1.
De krater Artamonov is naar hem genoemd.